# Oberbuchsiten
Oberbuchsiten is een gemeente en plaats in het Zwitserse kanton Solothurn en maakt deel uit van het district Gäu.

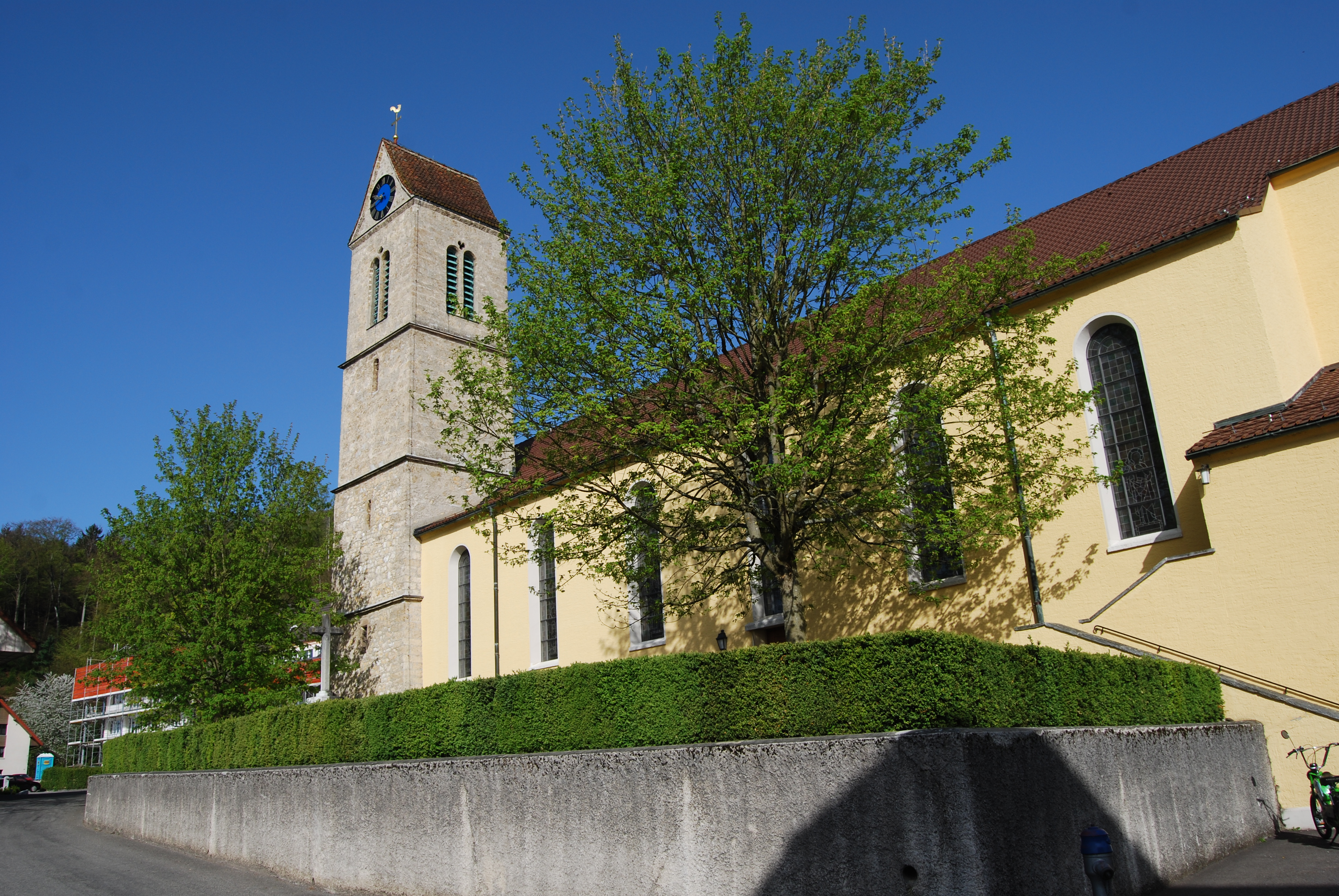
Oberbuchsiten

Oberbuchsiten telt 1829 inwoners.